# Te i simpatia
Te i simpatia (títol original en anglès: Tea and Sympathy) és una pel·lícula estatunidenca dirigida per Vincente Minnelli i estrenada el 1956. És una adaptació de l'obra de teatre homònima creada a Broadway el 1953, del dramaturg i guionista estatunidenc Robert Anderson. Ha estat doblada al català.

## Argument[2]
Tom Lee, un estudiant de 17 anys, és més atret per la literatura i les arts que pels esports, massa violents pel seu gust, practicats al seu internat. A part de l'amistat sense prejudicis que li testimonia el seu únic camarada Al, Tom es troba marginat pels altres nois del pensionat que l'han malanomenat cruelment «germaneta». Simpatitza amb Laura Reynolds, la dona del professor de gimnàstica, que té algunes dificultats relacionals amb un marit conformista i rústec. Un verdader diàleg s'instaura entre ells i Laura ajudarà Tom a assumir les seves diferències, demostrant-li que sensibilitat i refinament no rimen per força amb homosexualitat, orientació de què es sospita en aquest medi altament masclista.

## Repartiment
- Deborah Kerr: Laura Reynolds
- John Kerr Kerr: Tom Robinson Lee
- Leif Erickson: Bill Reynolds
- Edward Andrews: Herb Lee
- Darryl Hickman: Al
- Dean Jones: Ollie, El jugador de tennis
- Norma Crane: Ellie Martin
- Jacqueline deWit: Lilly Sears, l'amic de Laura

## Premis i nominacions
Nominacions
- 1958: BAFTA a la millor actriu britànica per Deborah Kerr

## Al voltant de la pel·lícula
- Deborah Kerr i John Kerr, creadors dels papers en l'escena a Broadway el 1953, no tenen cap parentiu.
- Al Regne Unit, la pel·lícula va ser prohibida per a les seves al·lusions a l'homosexualitat.
- El 1956, paral·lelament a Deborah Kerr en el cinema, Ingrid Bergman va encarnar, a França, al Teatre de París, el personatge de Laura amb el jove Jean-Loup Philippe en el paper de Tom. Va ser desaprovada en la seva tria per Roberto Rossellini, el seu marit de l'època que, violentat per l'evocació de la possible homosexualitat del personatge de Tom, es va negar a efectuar-ne l'escenificació que, per això, va ser confiada a Jean Mercure. Les seves divergències artístiques van ser l'origen de la seva ruptura.[3]